# Viktor Lundberg
Viktor Lundberg (født 4. marts 1991) er en svensk fodboldspiller, der spiller for BK Häcken som midtbane og angriber.
Han skiftede til Randers i sommeren 2013, efter at have spillet i AIK fra 2009 til 2013. Han fik sin debut i en træningskamp mod Vejle Boldklub, hvor Randers F.C. vandt 4-0 og Lundberg scorede to.